# فایرموونت (مریلند)
فایرموونت (به انگلیسی: Fairmount) شهری در ایالت مریلند کشور ایالات متحده آمریکا است که جمعیت آن در سرشماری سال ۲۰۱۰ میلادی، ۴۵۷ نفر بوده‌است.